# Потоцкий, Александр Платонович
 Александр Платонович Потоцкий  (1846—1918) — генерал-лейтенант, директор Полтавского кадетского корпуса.

## Биография
Из потомственных дворян Кобелякского уезда.
Окончил Полтавский кадетский корпус и Михайловское артиллерийское училище.
Был воспитателем в Полтавском кадетском корпусе (1863), затем инспектором Владикавказской прогимназии, инспектором Тифлисского кадетского корпуса (1883—1892) и директором Полтавского кадетского корпуса (1892—1905).
Будучи в Полтаве, принимал деятельное участие в общественных делах, так состоял членом правления Свято-Макарьевского братства в Полтаве и его почетным членом, членом Правления Полтавского отделения Императорского Миссионерского общества, членом Императорского Палестинского общества, первым председателем Полтавской Ученой Архивной комиссии, с октября 1903 г. по август 1905 г. и её почетным членом, содействовал учреждению в Полтаве кружка физико-математических наук, где состоит почетным членом, товарищем председателя Полтавского отделения Российского общества Красного Креста и его почетным членом, состоял членом правления попечительства о доме трудолюбия, товарищем председателя Полтавского отделения Российского общества спасения на водах.
Был почетным попечителем Дворянского пансион-приюта в Полтаве, был председателем Общества содействия физическому воспитанию детей в Полтаве и его почетным членом, состоял в комиссии по разработке вопроса об учреждении в Полтаве дворянского пансион-приюта. Пожертвовал Кобелякскому уездному земству 10 десятин земли на учреждение народного училища в родовом имении братьев Потоцких в д. Просяниковке, Озерской волости, Кобелякского уезда. В дарственной обусловлено, что по введении в уезде всеобщего обучения, эти 10 десятин земли должны поступить в собственность общества крестьян деревни Просяниковки. Общество служащих в Полтавском кадетском корпусе, по оставлении им должности директора, внесло в Кобелякскую земскую управу больше 300 рублей, проценты с которых выдавались бы лучшим ученикам училища в упомянутом селе.